# Nobuhiro Yamamoto
Nobuhiro Yamamoto (japanisch 山本 信博 Yamamoto Nobuhiro; * 12. November 1977 in Osaka) ist ein japanischer Dartspieler.

## Karriere
Nobuhiro Yamamoto begann 2009 mit dem E-Dart. Seit 2012 gehört er zu den besten Spielern des Landes. Im Jahr 2014 versuchte er sich zum ersten Mal erfolglos für die PDC World Darts Championship 2015 zu qualifizieren. 2015 und 2018 erreichte er das Viertelfinale der Japan Open. 2019 nahm er auf der PDC Asian Tour an beiden Turnieren in Kōbe teil. Aufgrund der COVID-19-Pandemie konnte er fortan nicht bei internationalen Turnieren teilnehmen. Er 2022 konnte er beim Bud Brick Memorial und den Japan Open das Viertelfinale erreichen. Im Juli 2022 gewann er den PDJ Japanese Qualifier für die PDC World Darts Championship 2023.

## Weltmeisterschaftsresultate

### PDC
- 2023: 1. Runde (0:3-Niederlage gegen  Martin Lukeman)